# Klinton keš (film)
Klinton keš (engl. Clinton Cash) je američki dokumentarni film iz 2016., snimljen po istoimenoj knjizi Klinton keš autora Pitera Švajzera. Reditelj filma je M. A. Tejlor, a scenarista je Stiven K. Banon. Film je snimljen u produkciji Goverment Akauntabiliti Instituta i Brejbart njuza. Premijerno je prikazan na Kanskom filskom festivalu 24. jula 2016.
Dokumentarni film prikazuje istragu o tome kako su Klintonovi stekli milione dolara bogatstva preko stranih donacija Klinton Fondaciji pod krinkom dobrotvornih donacija, za političke protuusluge u vrijeme kad je Hilari Klinton bila državni sekretar SAD-a.